# 3e étape du Tour d'Italie 2012
La 3e étape du Tour d'Italie 2012 s'est déroulée le lundi 7 mai 2012, autour de la ville Horsens au Danemark sur une distance de 190 km. Elle a été remportée au sprint par l'Australien Matthew Goss, de l'équipe Orica-GreenEDGE.

## Parcours de l'étape
Cette étape se déroule sur un profil plat hormis une côte de 4e catégorie, qui est un des plus hauts points du Danemark, le Ejer Bavnehøj (159 mètres d'altitude).

## Classement de l'étape
|    | Coureur            | Pays       | Équipe                    |    | Temps           |
| -- | ------------------ | ---------- | ------------------------- | -- | --------------- |
| 1  | Matthew Goss       | Australie  | Orica-GreenEDGE           | en | 4 h 20 min 53 s |
| 2  | Juan José Haedo    | Argentine  | Saxo Bank                 | +  | m.t             |
| 3  | Tyler Farrar       | États-Unis | Garmin-Barracuda          |    | m.t             |
| 4  | Arnaud Démare      | France     | FDJ-BigMat                |    | m.t             |
| 5  | Mark Renshaw       | Australie  | Rabobank                  |    | m.t             |
| 6  | Thor Hushovd       | Norvège    | BMC Racing                |    | m.t             |
| 7  | Alexander Kristoff | Norvège    | Katusha                   |    | m.t             |
| 8  | Romain Feillu      | France     | Vacansoleil-DCM           |    | m.t             |
| 9  | Fumiyuki Beppu     | Japon      | Orica-GreenEDGE           |    | m.t             |
| 10 | Andrea Guardini    | Italie     | Farnese Vini-Selle Italia |    | m.t             |

## Classement général
|    | Coureur              | Pays        | Équipe            |    | Temps           |
| -- | -------------------- | ----------- | ----------------- | -- | --------------- |
| 1  | Taylor Phinney       | États-Unis  | BMC Racing        | en | 9 h 24 min 31 s |
| 2  | Geraint Thomas       | Royaume-Uni | Sky               | +  | 9 s             |
| 3  | Alex Rasmussen       | Danemark    | Garmin-Barracuda  |    | 13 s            |
| 4  | Manuele Boaro        | Italie      | Saxo Bank         |    | 15 s            |
| 5  | Ramūnas Navardauskas | Lituanie    | Garmin-Barracuda  |    | 18 s            |
| 6  | Gustav Larsson       | Suède       | Vacansoleil-DCM   |    | 22 s            |
| 7  | Brett Lancaster      | Australie   | Orica-GreenEDGE   |    | 23 s            |
| 8  | Matthew Goss         | Australie   | Orica-GreenEDGE   |    | 23 s            |
| 9  | Marco Pinotti        | Italie      | BMC Racing        |    | 24 s            |
| 10 | Jesse Sergent        | Australie   | RadioShack-Nissan |    | 26 s            |

## Classements annexes

### Classement par points
|   | Cycliste       | Pays        | Équipe           | Points |
| - | -------------- | ----------- | ---------------- | ------ |
| 1 | Matthew Goss   | Australie   | Orica-GreenEDGE  | 45     |
| 2 | Tyler Farrar   | États-Unis  | Garmin-Barracuda | 30     |
| 3 | Mark Cavendish | Royaume-Uni | Sky              | 28     |

### Classement du meilleur grimpeur
|   | Cycliste             | Pays     | Équipe                       | Points |
| - | -------------------- | -------- | ---------------------------- | ------ |
| 1 | Alfredo Balloni      | Italie   | Farnese Vini-Selle Italia    | 6      |
| 2 | Ramūnas Navardauskas | Lituanie | Garmin-Barracuda             | 2      |
| 3 | Miguel Ángel Rubiano | Colombie | Androni Giocattoli-Venezuela | 2      |

### Classement du meilleur jeune
|   | Cycliste             | Pays       | Équipe           |    | Temps           |
| - | -------------------- | ---------- | ---------------- | -- | --------------- |
| 1 | Taylor Phinney       | États-Unis | BMC Racing       | en | 9 h 24 min 31 s |
| 2 | Manuele Boaro        | Italie     | Saxo Bank        | +  | 15 s            |
| 3 | Ramūnas Navardauskas | Lituanie   | Garmin-Barracuda |    | 18 s            |

### Classement par équipes

#### Classement au temps
|   | Équipe           | Pays       |    | Temps           |
| - | ---------------- | ---------- | -- | --------------- |
| 1 | Garmin-Barracuda | États-Unis | en | 28h 14 min 36 s |
| 2 | BMC Racing       | États-Unis | +  | 0 s             |
| 3 | Orica-GreenEDGE  | Australie  |    | 20 s            |

#### Classement aux points
|   | Équipe           | Pays       | Points |
| - | ---------------- | ---------- | ------ |
| 1 | Garmin-Barracuda | États-Unis | 116    |
| 2 | Orica-GreenEDGE  | Australie  | 84     |
| 3 | FDJ-BigMat       | France     | 65     |